# Renault Mégane
Renault Mégane — малый семейный автомобиль, производимый компанией Renault, пришедший в 1995 году на смену Renault 19.

## Разработка
Разработка автомобиля под кодовым названием X64 началась в начале 1990 года. Первые рисунки X64 были опубликованы в первые 6 месяцев 1990 года. Через некоторое время, а именно в сентябре 1990 года, были представлены уменьшенные в 4 раза от реальных (масштаб 1/4) модели. Всего было представлено 4 варианта. В марте 1991 года они были представлены в реальном масштабе 1/1. Разработка 3 варианта (Theme C) была заморожена в апреле 1992 года.
Остальные прототипы были представлены публике в декабре 1992 года. Всего было выпущено 432 экземпляра. В июне 1993 года Renault возобновила разработку модели. Она длилась с декабря 1994 по июнь 1995 года. Серийная модель была представлена в июне 1995 года.

## Megane I

### Phase I

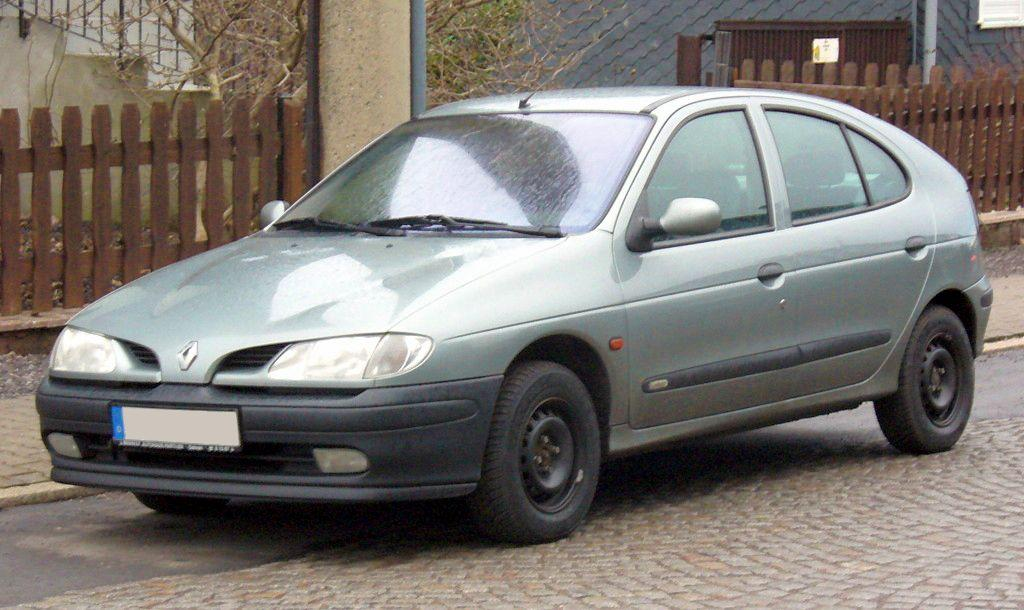
Megane I Phase I

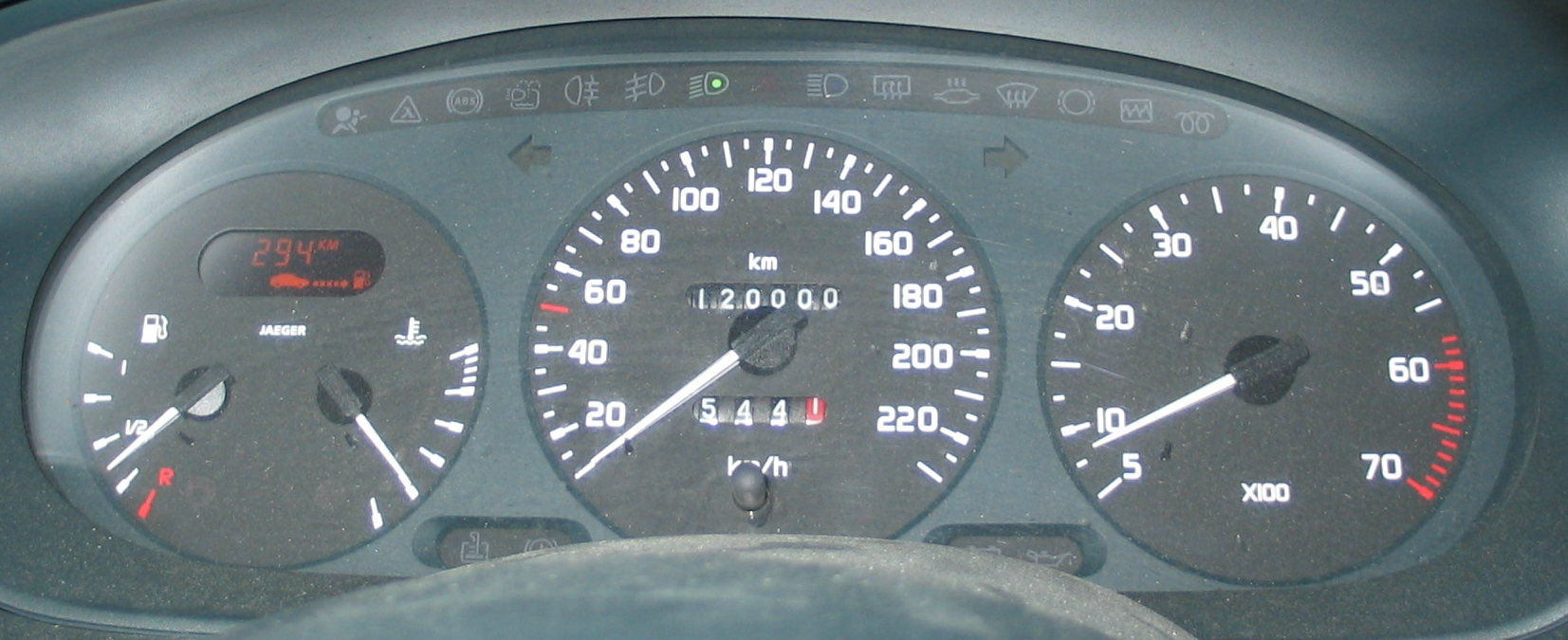
Приборная панель

Разработка кузова X64 началась в январе 1990 года и первые наброски этой программы были сделаны в течение первых шести месяцев 1990 года. К сентябрю 1990 года несколько тем воплотились в четыре модели малого масштаба (1/5).
Эти модели были разработаны по четырём темам. Тема A: версия с шестью лампами, напоминающая Laguna; Тема B: модель с заметной клинообразной линией; Тема C: другой дизайн со стеклом в форме эллипса и задней выемкой; Тема D: модель с таким же эллиптическим остеклением и закругленной задней частью.
В марте 1991 года все четыре предложения по стилю были разработаны в полном масштабе (1:1). Тема C Мишеля Жардина была выбрана Патриком Ле Кеманом и заморожена для производства в апреле 1992 года. Первые прототипы были построены и представлены руководству в декабре 1992 года. Примерно 432 прототипа были построены (на сборке в Рюэй/Rueil) и уничтожены во время разработки.
В июне 1993 года Renault приобрела производственную оснастку для кузова X64, причем первый испытательный агрегат был собран на заводе в Дуэ в октябре 1994 года, а предпроизводственные установки строились с декабря 1994 года до середины 1995 года.

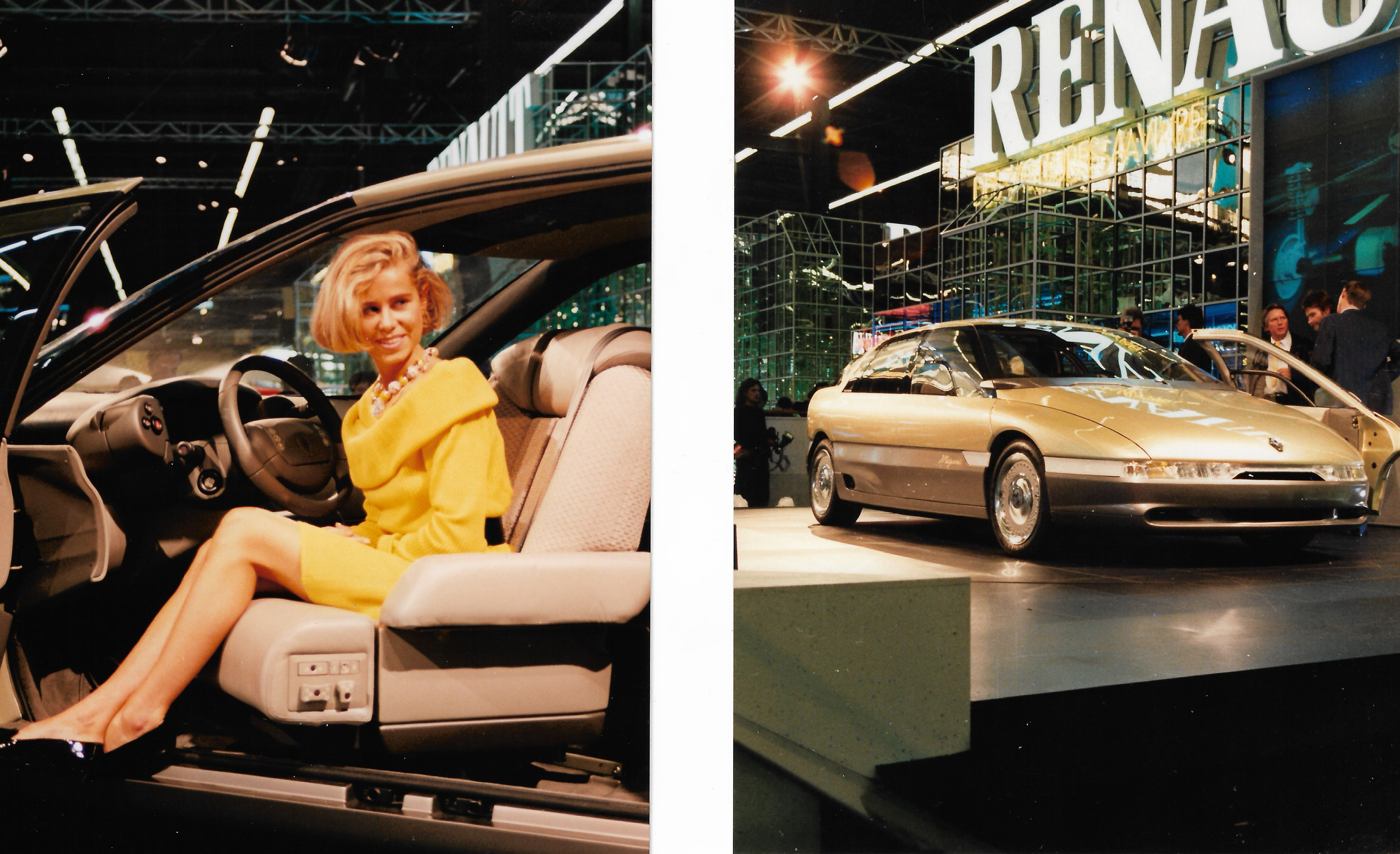
Renault Mégane концепт-кар, Paris Motor Show 1988

Megane I впервые был показан в сентябре 1995 года на Франкфуртском автосалоне, придя на замену Renault 19. Однако автомобиль представлял собой во многом прежнюю модель, с теми же двигателями, коробками передач и конструкцией подвески, пусть и немного доработанной. Получив своё название от концепт-кара, показанного в 1988 году, Megane, кроме того, продолжил и «свежий» корпоративный стиль Renault, чуть ранее внедрённый новым шеф-дизайнером компании Патриком Ле Кеманом в новой Renault Laguna.
Одним из самых интересных моментов являлся своеобразный «птичий клюв» решётки радиатора. Данная идея была встречена прекрасно, однако это не было новинкой в полном смысле этого слова — Ле Кеман позаимствовал данный элемент из середины 60-х годов, «подсмотрев» его у легендарного Renault 16.
Как и предыдущие модели — 19-я и 11-я, Megane производился на заводе Дуэ на севере Франции, испанском заводе в городе «Паленсия и, одно время, на московском заводе Автофрамос». В 1997 году, Megane поделился платформой с другим культовым автомобилем — компактвэном Megane Scenic. С тех пор история этих моделей неразрывно связана друг с другом.

### Phase II

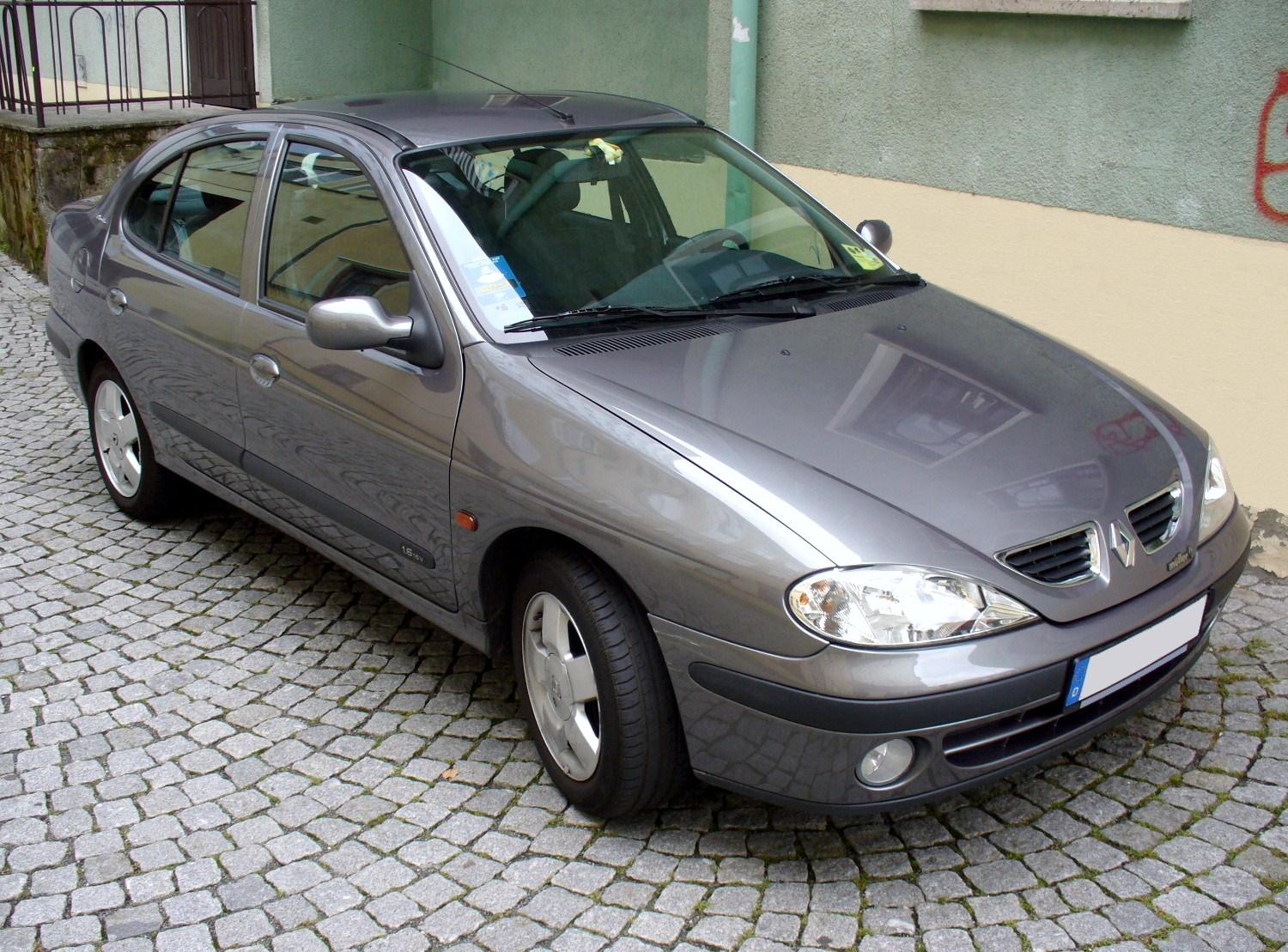
Megane I Phase II

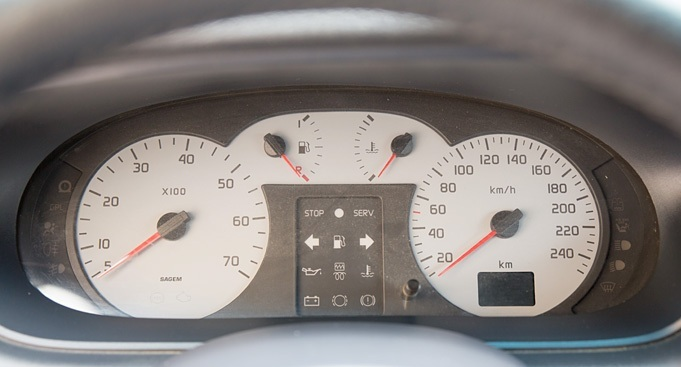
Приборная панель

В 1999 году Megane был подвергнут лёгкому «фейслифтингу». Изменениям подверглись решётка радиатора, больший упор был сделан на улучшение безопасности и улучшено оборудование, в том числе и расширилась линейка 16-клапанных двигателей.
Интересно, что данный автомобиль до сих пор производится в Аргентине, где автомобиль продаётся параллельно с Megane II, но естественно, по более низкой цене. Более того, Megane I, в таких странах как Венесуэла и Колумбия продаётся до сих пор, причём с современным и хорошо известным нам двигателем 1,6 л./115 л. с., производимым в Колумбии.
На Renault Megane ставились следующие силовые агрегаты:
| Двигатель | Объём    | Мощность             | Годы выпуска    |
| --------- | -------- | -------------------- | --------------- |
| 1.4       | 1399 см³ | 52-55кВт (71-75 л.с) | 11.1995-10.2000 |
| 1.4 16v   | 1390 см³ | 70кВт (95 л.с)       | 10.1998-12.2002 |
| 1.6       | 1598 см³ | 55-66кВт (75-90 л.с) | 11.1995-10.2000 |
| 1.6 16V   | 1598 см³ | 72-79кВт (107 л.с)   | 1999-2003       |
| 2.0 16V   | 1998 см³ | 108кВт (147 л.с)     |                 |
| 1.9dti    | 1870см³  | 72кВТ(82-102 л.с)    | 1998-2001       |

### Безопасность
| Euro NCAP                                                           | Euro NCAP | Euro NCAP | Euro NCAP |
| ------------------------------------------------------------------- | --------- | --------- | --------- |
| Рейтинги                                                            | Пассажир  |           | 25        |
| Рейтинги                                                            | Пешеход   |           | 5         |
| Протестированная модель: Renault Megane 1,6 RT, 5-дв хетчбэк (1998) |           |           |           |

| Euro NCAP                                                           | Euro NCAP | Euro NCAP | Euro NCAP |
| ------------------------------------------------------------------- | --------- | --------- | --------- |
| Рейтинги                                                            | Пассажир  |           | 30        |
| Рейтинги                                                            | Пешеход   |           | 5         |
| Протестированная модель: Renault Megane 1,6 RT, 5-дв хетчбэк (1999) |           |           |           |

## Megane II

### Phase I

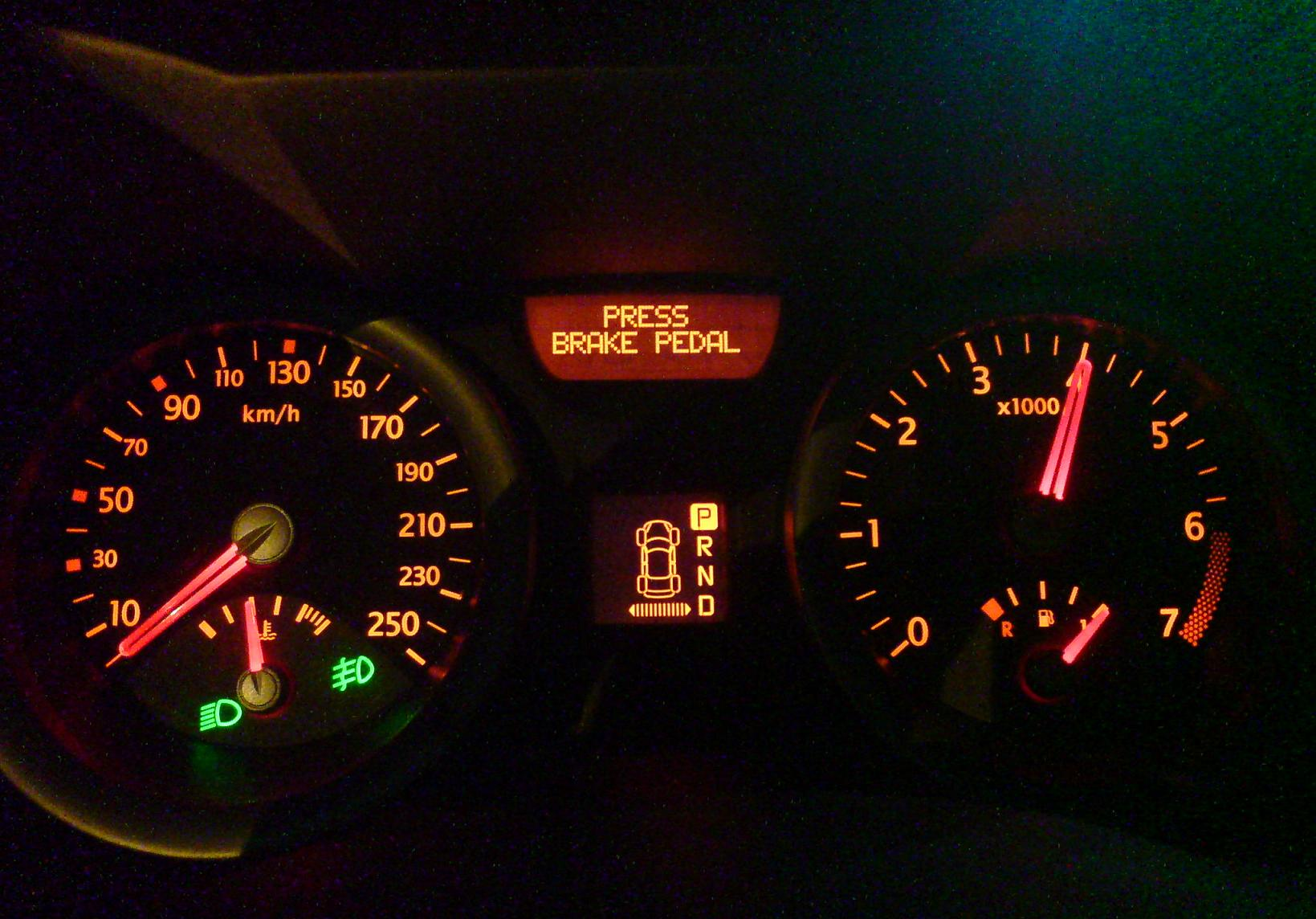
Приборная панель (Phase I)

Первыми из семейства обновленного Megane были представлены трёх- и пятидверные хетчбэки. Первыми их увидели журналисты летом 2002 года, для которых была организована презентация, а широкой публике они были представлены на Парижском автосалоне в том же году.
Автомобиль был построен на новой платформе Nissan C platform. В отличие от предшественника, новая версия отличалась экстравагантным дизайном с резкими, рубленными линиями и являлась продолжением идей, заложенных в Renault Avantime.
К лету 2003 было продано уже около 200 тысяч экземпляров Megane II. В 2003 на автосалоне в Барселоне представлен седан и универсал. К осени 2003 был налажен серийный выпуск всех моделей. Хетчбэки выпускались на заводах во Франции, седан в Турции, а универсал в Испании.

Журналисты тестирующие всю гамму моделей пришли к выводу: 
...автомобили, несомненно, стали удобнее, комфортнее и доброжелательнее к потребителю...
В том же 2003 году Renault Megane II признан Европейским автомобилем года.

### Megane CC
Кроме того, выпускался двухдверный четырёхместный кабриолет Renault Megane CC. Впервые был представлен на женевском автосалоне в марте 2003 года.
Выпускается в двух вариантах: бензиновый и дизельный. Имеет филигранную конструкцию крыши и четыре полноценных места. Объём багажника — 490 литров, со сложенной крышей уменьшается до 190 литров.

### Безопасность
| Euro NCAP                                                           | Euro NCAP | Euro NCAP | Euro NCAP |
| ------------------------------------------------------------------- | --------- | --------- | --------- |
| Рейтинги                                                            | Пассажир  |           | 33        |
| Рейтинги                                                            | Пешеход   |           | 11        |
| Протестированная модель: Renault Mégane II 1,6; 5-дв хетчбэк (2002) |           |           |           |

В 2002 году автомобиль был снова доработан в сторону улучшения безопасности, изменения комплектаций и т. п., получив название Renault Megane 2. Автомобили, выпущенные до середины 2005 года, маркировались phase1, после phase2.

### Phase II

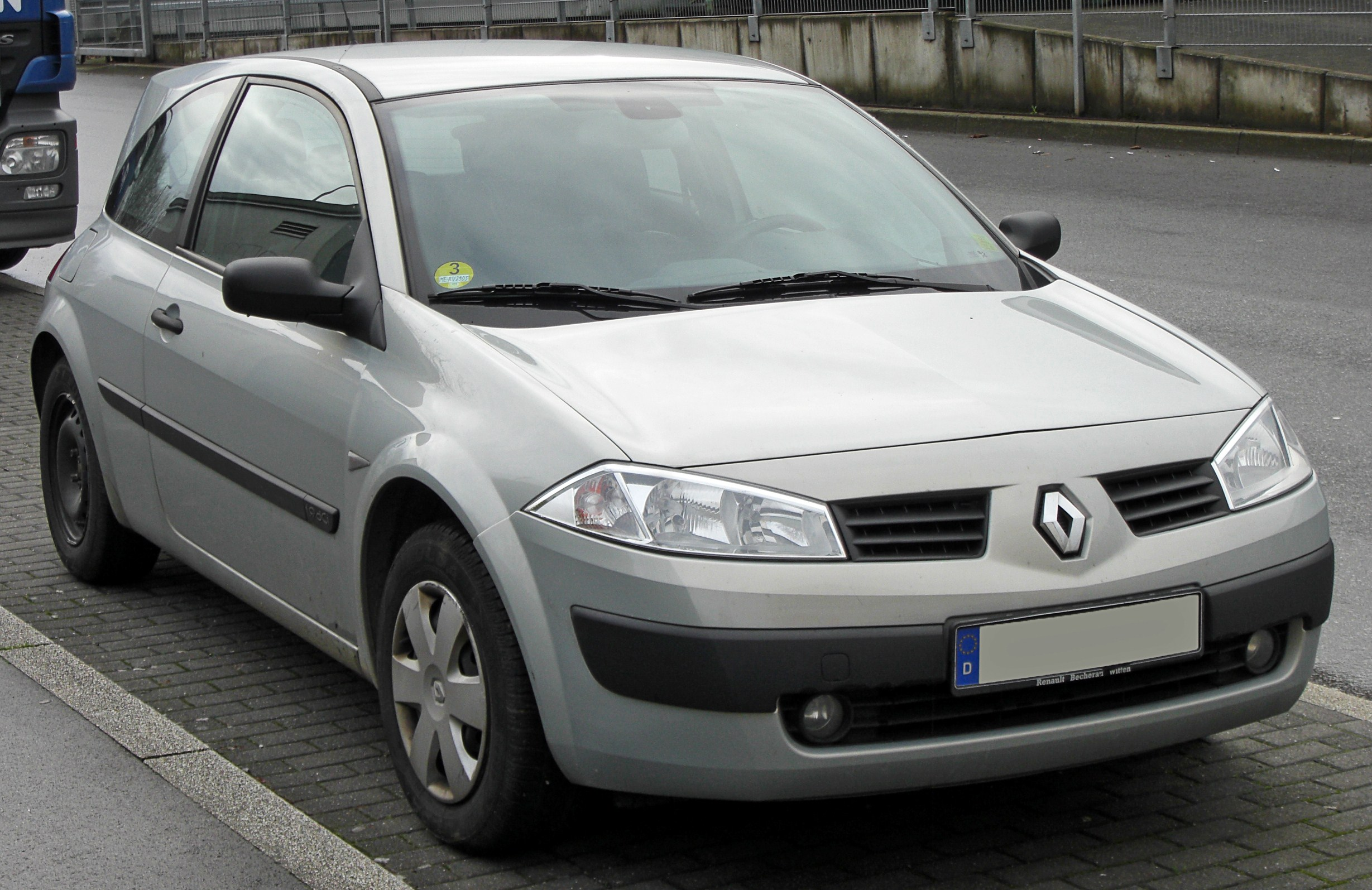
Megane II (Phase I)

Вторая фаза отличается от первой как экстерьером так и интерьером. Изменения коснулись головного освещения (фары второй фазы получили линзованный ближний свет), задних фонарей (лампа заднего хода лишилась так называемого «кружочка») и решёток радиатора, которые повторяют косую линию фар. Интерьер поменялся за счёт переделки приборной панели (тахометр и спидометр поменялись местами), а также изменился цвет подсветки с оранжевого на голубовато-белый. Изменения несущественны и едва заметны. А вот отличия «меганов» первого и второго поколения видны невооружённым взглядом.
- Во-первых, это совокупный дизайн автомобиля: на смену покатым и округлым чертам пришли более резкие линии кузова и элементов экстерьера.
- Во-вторых, усовершенствованная линейка двигателей: 16-клапанные бензиновые и 8-клапанные дизельные.

| Марка              | Объём               | Мощность                      |
| ------------------ | ------------------- | ----------------------------- |
| K4J (бенз.) K4J732 | 1390, см3 1390, см3 | 98, л. с. 82, л.с (нов. Euro) |
| K4M (бенз.)        | 1598, см3           | 115, л. с.                    |
| F4R (бенз.)        | 1998, см3           | 135, л. с.                    |
| F4R (бенз.)        | 1998, см3           | 163, л. с. Turbo              |
| F4R (бенз.)        | 1998, см3           | 225, л. с. Turbo RS           |
| K9K, (диз.)        | 1461, см3           | 86,106 л. с.                  |
| F9Q, (диз.)        | 1870, см3           | 115,130 л. с.                 |

## Megane III

### I

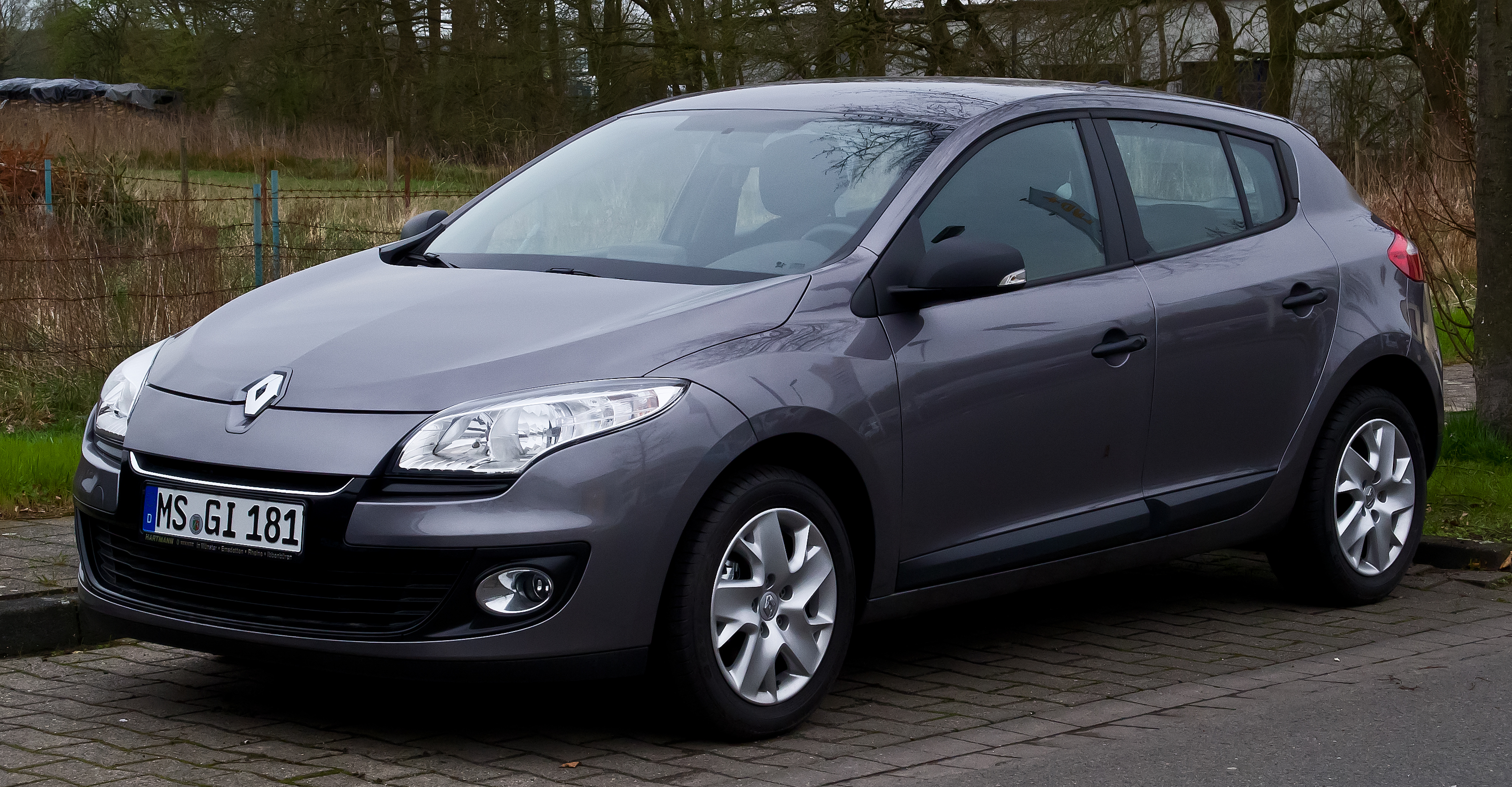
Рестайлинг 2012 года

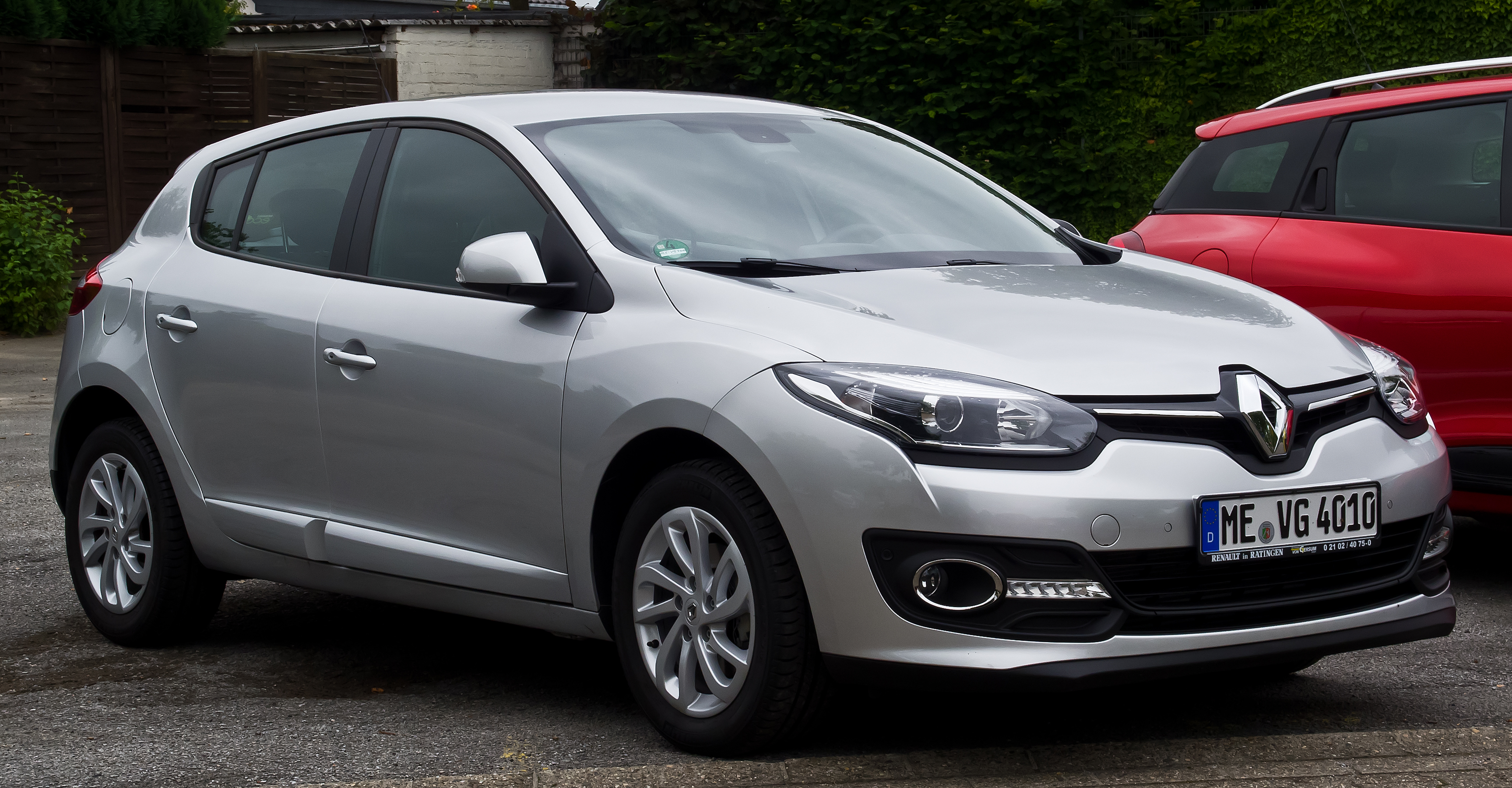
Рестайлинг 2014 года

В 2008 году были представлены Renault Megane III кузовов 5-дверный хетчбэк и 3-дверное купе с названием Megane Coupe. В отличие от Megane II исчезли ру́бленые формы, автомобиль подогнали под новый корпоративный стиль компании, он стал первым авто, использующим его.
В октябре 2008 года 5-дверный хетчбэк и Megane Coupe официально поступили в продажу. Эти две модели имеют разные конструкции. Автомобиль-купе имеет спортивный дизайн в то время как 5-дверная модель является более консервативной. С продаж сняли автоматическую коробку передач, она заменяется бесступенчатой трансмиссией.
В 2009 году был представлен универсал. Он был назван Sport Tourer. Также в 2010 году был представлен Megane Coupé Cabriolet. В этом же году добавился 1,4 L двигатель с турбонаддувом.
Седан выделился в отдельную модель и получил название Renault Fluence. Чтобы как-то отличаться от Megane, у него был немного изменён дизайн и гамма двигателей.
С 06 июля 2016 года Megane (а вместе с ним и Koleos, хотя второе поколение кроссовера будет продаваться на российском рынке) в России не продаётся.

### Megane RS
Спортивная версия Megane Coupe была показана в 2008 году. Megane RS поставлялся с двигателями мощностью: 250, 265 и 273 л. с. Megane RS оснащен системой стабилизации курсовой устойчивости ESP.

### II и III
В 2012 и в 2014 году автомобиль прошёл рестайлинг. В 2012 году изменения едва заметны: дневные ходовые огни, новый передний бампер в полоску.
Изменения 2014 года: Автомобиль получил новый передний бампер с новой решёткой, большим логотипом и новые фары.

### Безопасность

#### I
| Euro NCAP                                                                              | Euro NCAP | Euro NCAP | Euro NCAP |
| -------------------------------------------------------------------------------------- | --------- | --------- | --------- |
| Рейтинги                                                                               | Пассажир  |           | 37        |
| Рейтинги                                                                               | Ребёнок   |           | 39        |
| Рейтинги                                                                               | Пешеход   |           | 11        |
| Протестированная модель: Renault Megane 1,5 DCI 'Expression', LHD, 5-дв хетчбэк (2008) |           |           |           |

#### III
| Euro NCAP                                                               | Euro NCAP | Euro NCAP | Euro NCAP             |
| ----------------------------------------------------------------------- | --------- | --------- | --------------------- |
| не известно общий рейтинг                                               |           |           |                       |
| 81%                                                                     | 85%       | 64%       | %                     |
| взрослый пассажир                                                       | ребёнок   | пешеход   | активная безопасность |
| Протестированная модель: Renault Mégane E Tedh1.5dCi 'Life', LHD (2022) |           |           |                       |

## Mégane IV

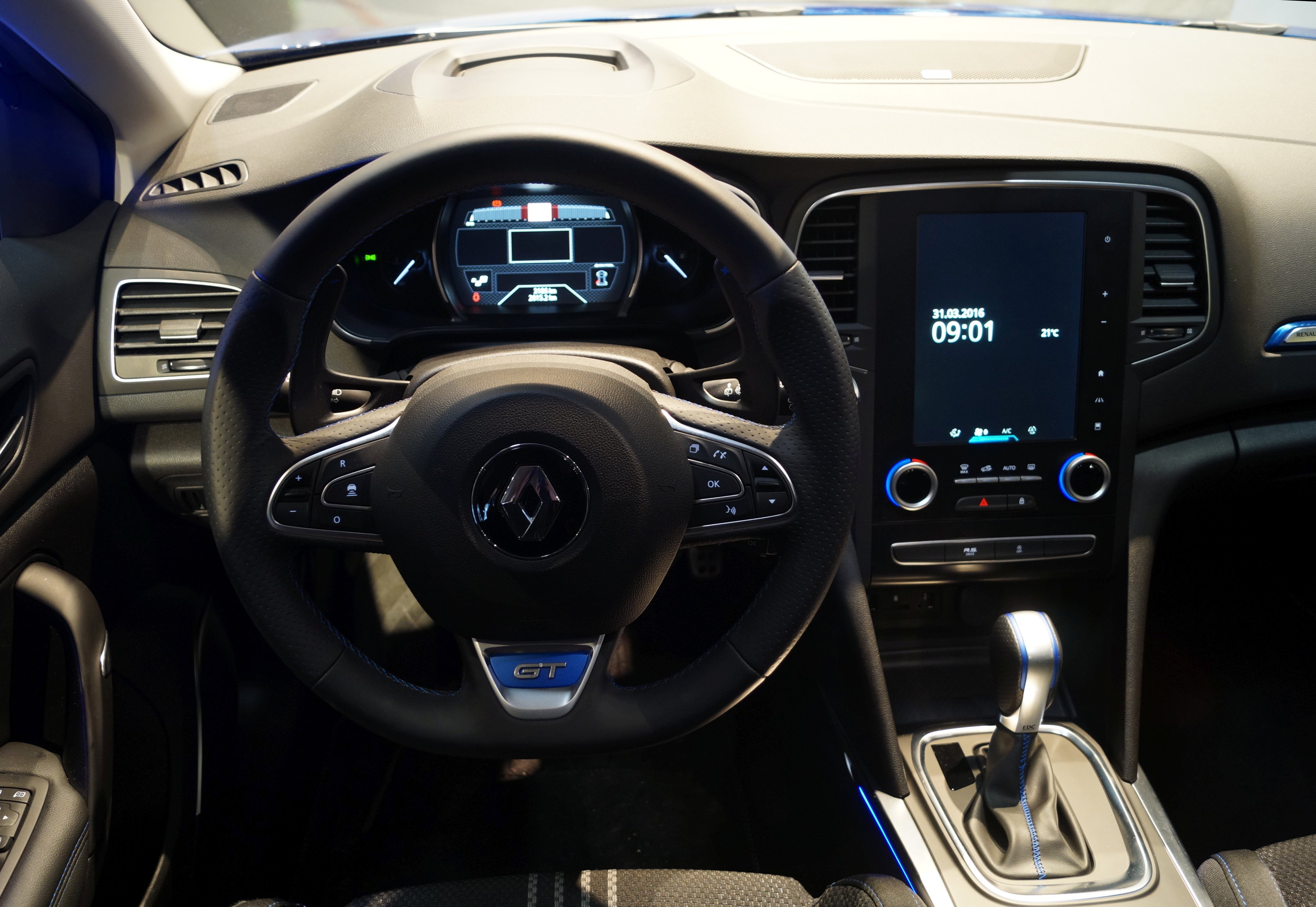
Интерьер

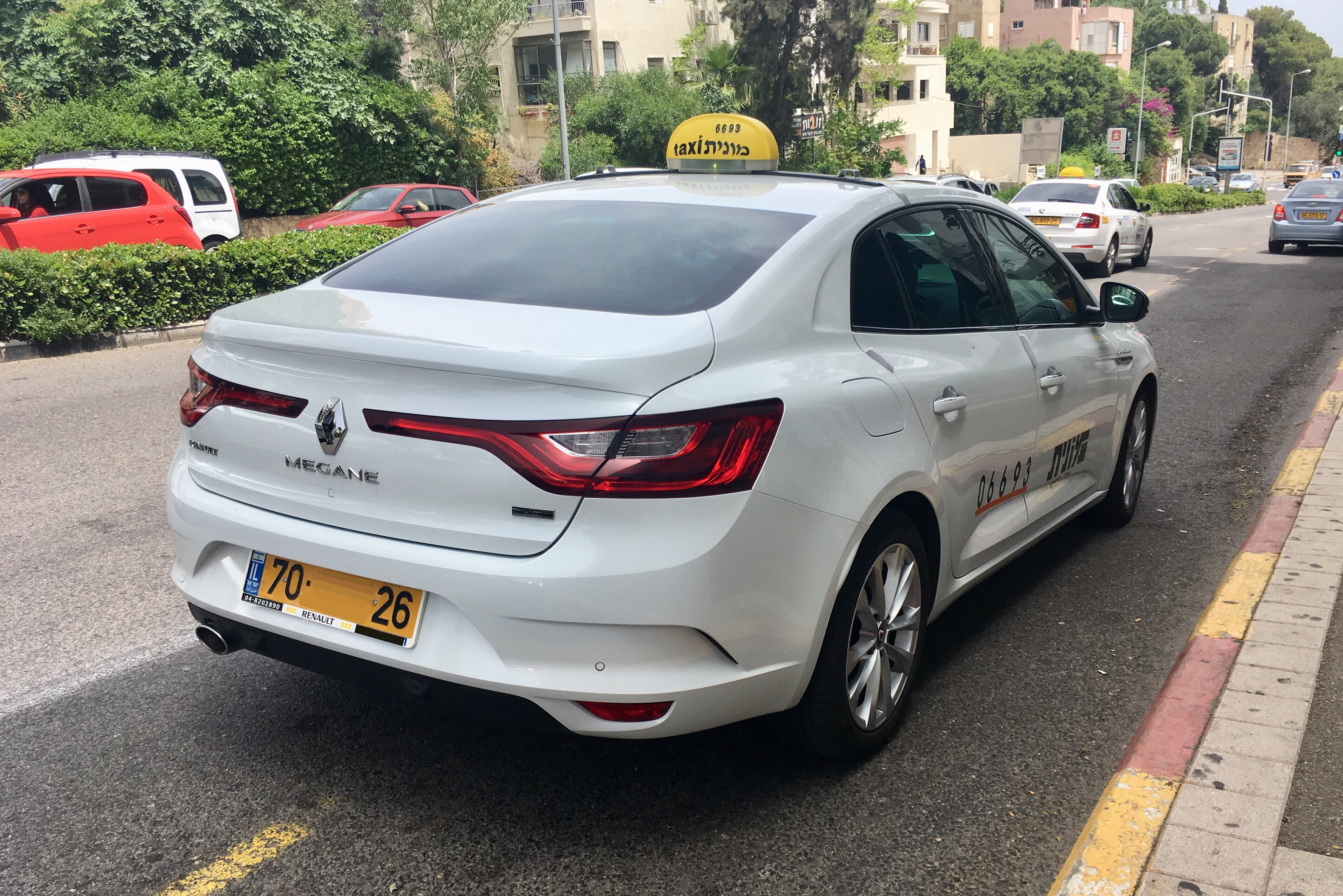
Такси Renault Megane Grand-Coupe (седан)

Первая информация о новом поколении Megane появилась в 2014 году, когда Renault заявила о своём намерении обновить модели Espace (представлен на Парижском автосалоне в 2014 году), Laguna (заменена на Talisman в 2015 году), Koleos (представлен в 2016 году), Scenic (представлен в 2016 году) и Megane. Кроме всех кузовов Megane должен был получить версию кабриолет, но по состоянию на июль 2017 года о ней ничего неизвестно.
16 сентября 2015 года на Франкфуртском автосалоне был показан новый Megane, а в июле 2016 года начались его продажи. К уже показанным хетчбэку и универсалу присоединился седан. Megane IV использует платформу CMF-CD, которая легла в основу Nissan Pulsar. Также её используют модели Espace V, Kadjar, Scenic IV, Koleos II и Talisman. Mégane четвёртого поколения стал больше и ниже, чем его предшественник.
Обновлённый автомобиль получил в основном всё от Espace пятого поколения: новая решётка радиатора и оптика.
В интерьере Renault Megane получил более качественные материалы, а также новый руль. По центру передней консоли разместился новый сенсорный дисплей, который был в Renault Espace.
На автосалоне в Женеве 2016 был показан Megane Grandtour (универсал) а в июле 2016 года седан.

### Megane GT
Mégane GT является высоко-производительной версией с 1.6 I4 дизельным или бензиновым силовым агрегатом. В стандартной комплектации, он включает в себя систему с четырьмя управляемыми колёсами (4Control) и автоматической коробкой передач двойным сцеплением, и с дополнительным рычагом переключения передач. Он также имеет немного другой дизайн для интерьера и экстерьера.

### Безопасность
| Euro NCAP                                                  | Euro NCAP | Euro NCAP | Euro NCAP             |
| ---------------------------------------------------------- | --------- | --------- | --------------------- |
| · общий рейтинг                                            |           |           |                       |
| 88%                                                        | 87%       | 71%       | 71%                   |
| взрослый пассажир                                          | ребёнок   | пешеход   | активная безопасность |
| Протестированная модель: Renault Mégane 1.5dCi, LHD (2015) |           |           |                       |